# Брюки
Брю́ки (мн. ч., через нидерл. broek, от лат. brāca), также штаны́ (мн. ч., заимствовано из тюркских языков), или портки́ (мн. ч., др.-рус. пъртъкъ, от ед. ч. пъртъ, однокоренное — портной) — предмет верхней одежды, покрывающий нижнюю часть туловища и обе ноги по отдельности с помощью штанин. Бывают разной длины и формы: приталенные, на поясе держатся, на талии, с зауженными штанинами, клёш.
В классическом варианте брюки внизу достигают щиколоток или верхней части стопы. Традиционно носятся на талии, хотя многие современные модели имеют заниженную посадку и носятся на бёдрах. Для фиксации брюк на туловище могут быть использованы брючный ремень или подтяжки. Часто имеется ширинка, или гульфик — прорезь-клапан, которая застёгивается с помощью пуговиц, кнопок или молнии.

## История
Пётр Коместор в «Схоластической истории» (1173), служившей на протяжении многих веков учебным пособием в европейских университетах, приписывает изобретение штанов вавилонской царице Семирамиде; это мнение высказывается и другими книжниками Западной Европы XII—XIII веков (Родриго Хименес де Рада, Салимбене Пармский, Лука Туйский и др.).
Наиболее древняя находка этого предмета одежды была сделана при раскопках захоронения Янхай, расположенного недалеко от оазиса Турфан на северо-западе Китая. В двух могилах были обнаружены шерстяные штаны, датируемые между XIII и X веками до нашей эры. Предполагается, что появление штанов связано с началом использования лошадей для верховой езды (с голыми ногами ехать верхом неудобно).
В античном мире штаны стали известны не позднее V века до н. э., когда древние греки столкнулись со скифами и другими степными племенами. Штаны кочевников могли быть узкими, сделанными из кожи или шерсти, или мешковатыми, заправлявшимися в сапоги. В Античности ношение штанов воспринималось варварским и женоподобным. Тем не менее, к концу II века до н. э. римские солдаты стали использовать узкие штаны для защиты от холода во время кампаний в Галлии и Германии.

## Этимология
Слово «штаны» появилось в русском языке гораздо раньше, чем слово «брюки». Оно имеет тюркское происхождение (ыштан, išton). В тюркских языках это слово означает кальсоны или подштанники.
Слово «брюки» (от нидерл. broek) в России появилось в XVIII веке, в связи с петровскими реформами, и первоначально означало «штаны моряка». Изначально каждая штанина моряка была отдельным предметом, поэтому во многих языках название этого вида одежды является существительным множественного или двойственного числа. Хотя брюки традиционно считаются парами и употребляются только во множественном числе, тем не менее в русской морской терминологии сохранился термин «брюканец», который употребляется в единственном числе. По внешнему виду брюканец как раз и представляет собой «половину брюк», являясь рукавом, закрывающим кольцевой зазор между палубой и мачтой и предотвращает попадание в трюм воды, стекающей по мачте. По-настоящему распространённым слово «брюки» стало лишь сто лет спустя. Поскольку брюки фактически являлись показателем социального статуса, то помимо придворных их носили также и представители высшей аристократии.

## Галерея
- Брюки из торфяного болота Торсберг, Германия, IV век н. э.
- Скиф, носящий штаны
- Амазонка, носящая брюки и щит с прикреплённой узорчатой тканью и колчаном. Древнегреческий аттический белый алабастрон, около 470 г. до н. э., Британский музей, Лондон
- Зинаида Гиппиус на портрете Леона Бакста (1906)
- Детали брюк
- Трансформируемые вентилируемые брюки, одна из штанин открыта